# Zlatý máj
Zlatý máj (Złoty maj) – tomik wierszy dziewiętnastowiecznego czeskiego poety Josefa Václava Sládka, opublikowany w 1887, zawierający wiersze dla dzieci. W 1888 poeta wydał kolejny zbiorek utworów dla młodego odbiorcy, zatytułowany Skřivánčí písně (Pieśni skowronka). Sládek jest uznawany za klasyka czeskiej literatury dziecięcej.